# Коджаада
Коджаада (тур. Koca Ada, Kocaada) — безлюдний острів в Туреччині, розташований в затоці Хисарьоню Егейського моря, на північ від села Бозбурун, на південь від острова Дишлидже і на захід від острова Камерьє. Відноситься до району Мармарис в ілі Мугла. Найвища точка 151 метр над рівнем моря.